# Bănișor, Sălaj

Bănișor (în maghiară: Alsó Bán) este satul de reședință al comunei cu același nume din județul Sălaj, Transilvania, România. Așezarea românească este atestată din evul mediu pe aceste meleaguri. Satul Bănișor apare ca atestare documentară în anul 1213 sub denumirea  de villa Ban.

## Așezare

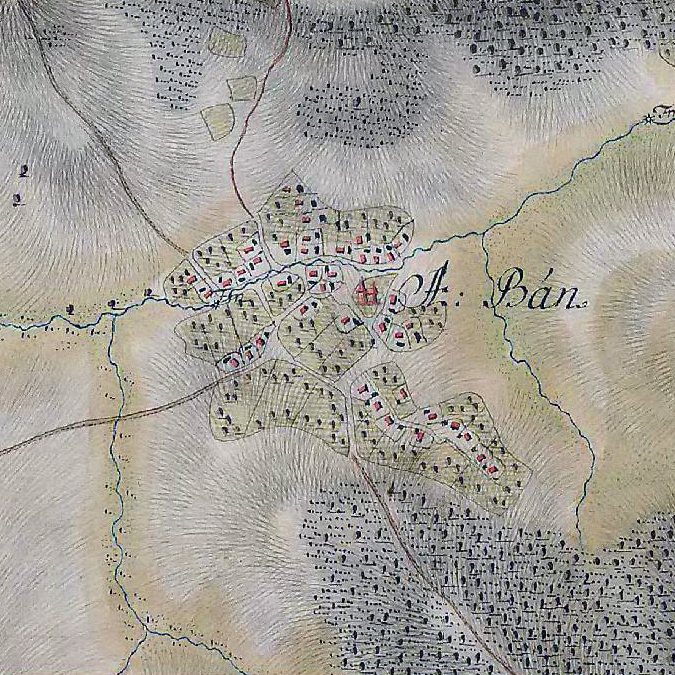
Bănișor în harta iosefină, 1769-1773.Vatra satului este adunată pe Valea Banului. Pe vale, la intrarea în sat se vede o moară pe malul stâng. La ieșire din sat, pe malul drept este marcată biserica de lemn din 1747, lângă care s-a ridicat în 1896 una nouă de piatră. Pe hartă se recunosc o parte din ulițele și drumurile folosite azi.

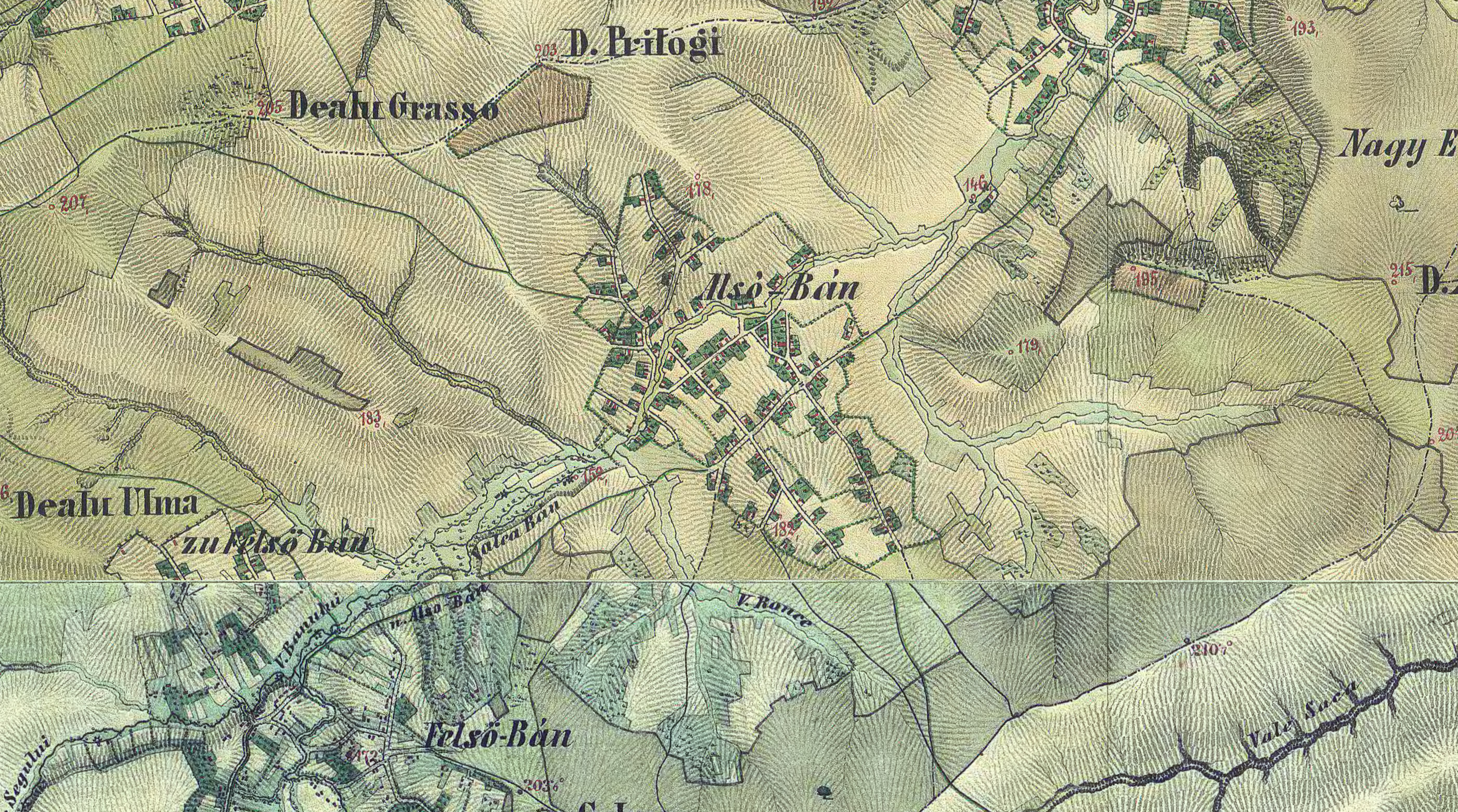
Hotarul satului Bănișor în anii 1868-1869, în a doua hartă militară. Drumul ce leagă satele de-a lungul văii Banului este trasat precum și structura de ulițe care se păstrează până astăzi. De notat câteva toponime de ape și locuri. Pe valea Banului sunt marcate 4 mori de apă, două la intrare în sat, una în sat și una în jos, la hotarul cu satul Peceiu.

Bănișorul este adunat pe Valea Banului, în centrul comunei Bănișor, învecinându-se cu satul Cizer pe partea de miazăzi, cu satul Ban spre apus, Marin spre miazănoapte și Peceiu spre răsăsrit. Așezarea este accesibilă pe un drum asfaltat ce leagă Crasna de localitatea Sâg. În urma datelor recensământului din 1992 în Bănișor trăiau 857 de locuitori, aproape toți de naționalitate română, religia ortodoxă fiind și ea majoritară.
Relieful zonei este deluros și pe alocuri împădurit, cu peisaje frumoase, tipice unei zone neexploatate industrial, factorii majori poluanți fiind inexistenți. Economia așezării este preponderent agrară, aici înregistrându-se însemnate producții la culturile cerealiere.

## Istoric
Cea mai veche atestare a așezării este din anul 1213. Satul a fost de-a lungul timpului proprietatea familiilor de magnați Bánffi și Báthori.
Pe 25 octombrie 1943, episcopul Iuliu Hossu a fost în vizitațiune canonică la Bănișor.

#### Locuitorii
Date mai concrete despre locuitorii satului avem începând cu secolul 18. Într-o conscripție din 1715 sunt menționați șapte capi de familie iobagi: Gavrilă Boțea, Badea Șimon, Nistor Negru, Ioan Groza, Tivadar Dimkan, Laurențiu Stoica.

## Imagini de arhivă

Turnul bisericii înainte de renovare
Femeie din Bănișor (anii 1950)
Harta satelor de sub Meseș la 1883

## Imagini

Primăria
Biserica
Poșta
Sediul Poliției
Dispensarul
Școala nouă
Vechea școală
Vechea școală

1. ↑  Biblioteca Județeană I.S. Bădescu Sălaj (2017). Sălaj - Ghidul Localităților. Zalău. p. 88.